# Termocentrala II Borzești
Termocentrala II Borzești sau CET 2 a fost a doua termocentrală a Oneștiului, ce aparținea de Întreprinderea Electrocentrale Borzești.

## Istoric
Datorită necesităților noilor dezvoltări de pe Platforma Petrochimică Borzești s-a hotărât extinderea centralei Borzești cu o centrală termoelectrică de compensație. Pe baza Hotărârii nr. 27/1978 a Biroului executiv al Consiliului de conducere al Ministerului Energiei Electrice, în anul 1978 în cadrul I. E. Borzești s-a înființat Termocentrala II Borzești, cu secții și ateliere de exploatare și întreținere.
Construcția ei a început în cincinalul 1971-1975, ca urmare a noilor necesități de dezvoltare a Platformei Petrochimice Borzești. Puterea inițială era de 100 MW, termocentrala folosind hidrocarburi (petrol și gaz), ca ulterior să poată ajungă la puterea maximă de 300 MW pe cărbune.
- Punerea în funcțiune (etapa I) între anii 1975-1977: 2x50 MW, cu hidrocarburi.[4]
- Etapa a II-a: 1981-1983: 3x50MW, cu lignit.[5] La 22 noiembrie 1981 a fost pornit cazanul de 420 de tone/oră al primului grup energetic de 50 MW pe cărbune.[6]

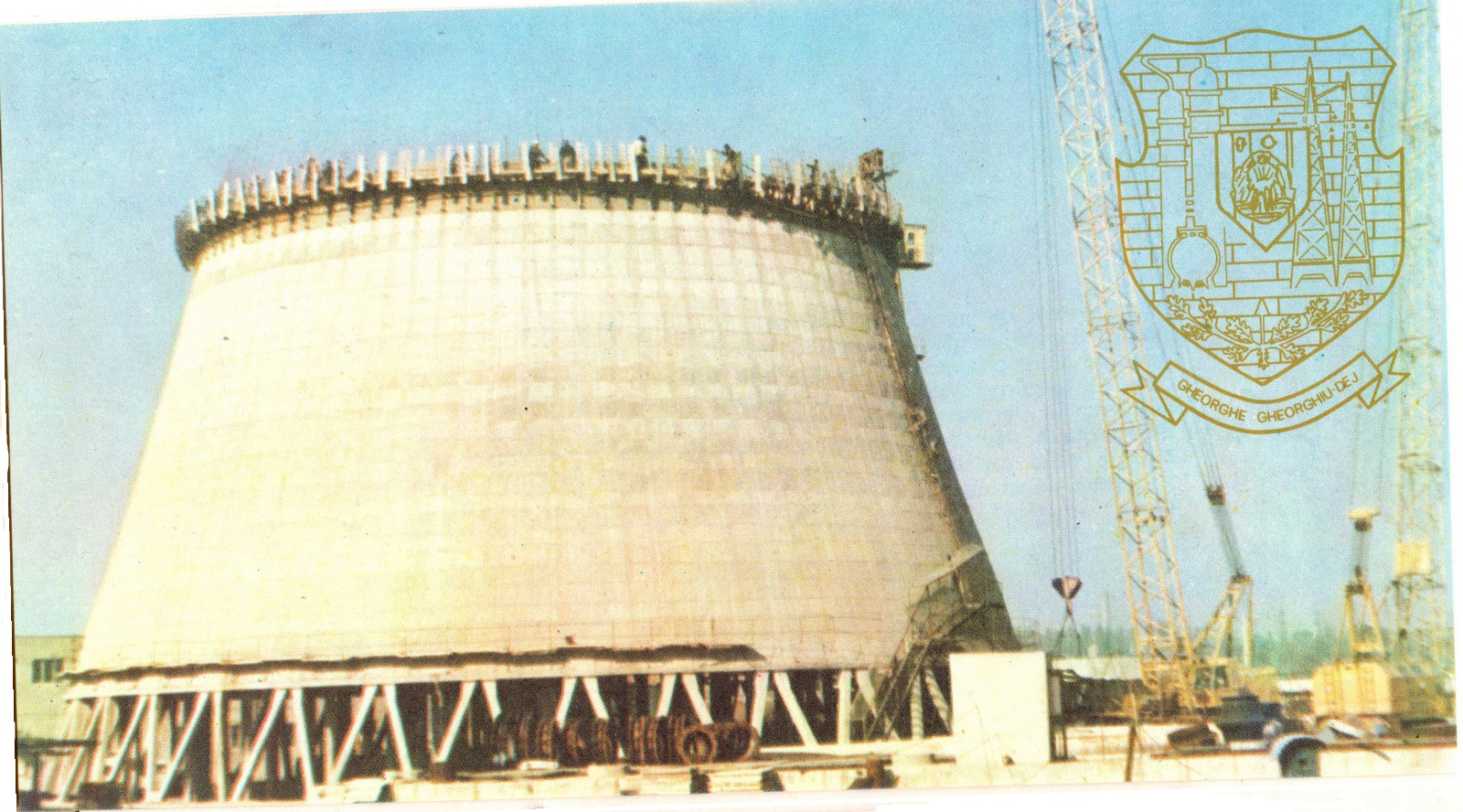
Construcția unui turn de răcire cu tiraj natural la CET 2 Borzești.

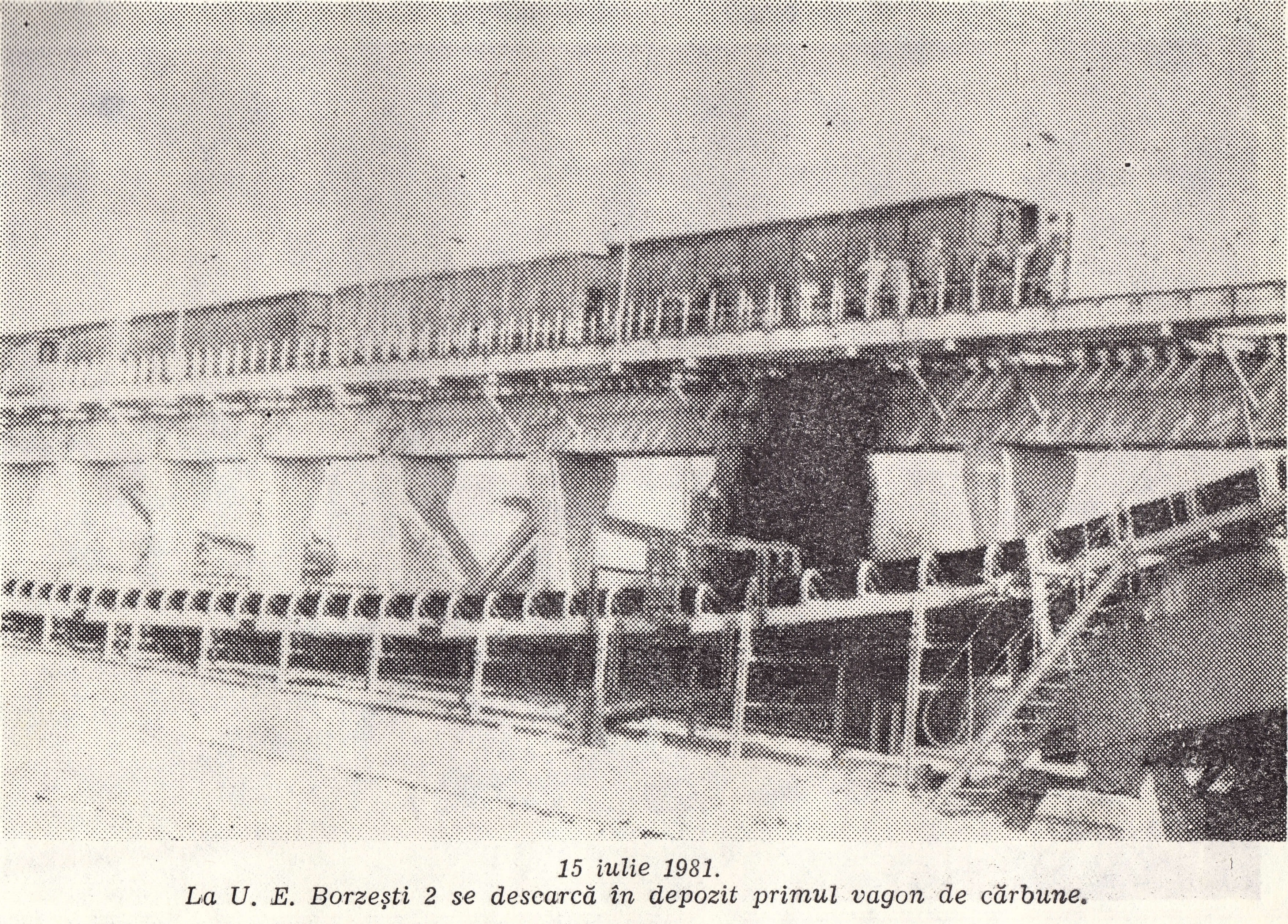
Descărcarea la 15 iulie 1981 a primului vagon de cărbune la CET II Borzești

În total funcționau cinci cazane de 420 tone/oră, dintre care trei funcționau pe cărbune, și două pe hidrocarburi (păcură și gaz).
După anul 1990 s-a realizat trecerea la funcționarea de pe lignit pe huilă a cazanelor grupului 2x50MW.

## Falimentarea
Autoritatea Națională a Vămilor (ANV) a vândut, la Iași, activele S.C. CET 2 Borzești, ce aparținuse de Termoelectrica S.A., pentru suma de 2,51 milioane euro în aprilie 2006. Societatea avea datorii de 40 de miliarde de lei. Caietele de sarcini au fost cumpărate de S.C. Remat Vrancea S.A., S.C. Remat S.A. Călărași si S.C. Consal Trade S.R.L. Constanța. În urma licitației, câștigătoare a fost S.C. Remat Vrancea S.A.
La CET Borzești au existat în jur de peste 1000 de angajați. În anul 1994 au fost disponibilizați 450 de muncitori. Restul de 55 % au fost trimiși în șomaj în anul 1999. În anul 2006 mai rămăseseră circa 80 de salariați, care deserveau un cazan ce ar fi trebuit să asigure abur industrial pentru rafinăria RAFO S.A.
Majoritatea unităților de pe Platforma Petrochimică Borzești și-au construit surse proprii de energie, astfel încât rolul CET 2 a scăzut semnificativ. În ianuarie 2006 conducerea societății trimise, ca o ultima încercare până la închiderea definitivă, o adresă beneficiarilor, în care îi atenționa că nu au mai folosit de un an de zile abur de la aceștia.
Autoritățile locale au refuzat preluarea centralei, invocând lipsa resurselor financiare pentru susținerea activității. Partea de cogenerare a fost preluată de către primăria Onești, înființându-se firma Termon S.R.L. ce are în dotare centrale de cartier pe gaz care asigură aproximativ 60 % din necesarul orașului.
În martie 2007 s-au plănuit lucrările de dezmembrare și valorificare la fier vechi a conductelor de termoficare, aflate între Blocul K și CET 1 Borzești, nemaifiind de folos în contextul dării în funcțiune a celor 21 de centrale de cvartal iar CET II fiind închis de aproape un an. Însă, potrivit primarului Emil Lemnaru, termocentrala II rămânea în conservare și rezervă.